# India (actriță porno)
India (născută Shamika Brown pe 17 mai 1977) este o actriță porno americană.

## Premii și nominalizări
| An   | Premiu    | Rezultat | Nominalizare              |
| ---- | --------- | -------- | ------------------------- |
| 2000 | AVN Award | Câștigat | Best New Starlet          |
| 2004 | AVN Award | Câștigat | Most Outrageous Sex Scene |
| 2004 | AVN Award | Câștigat | Best Tease Performance    |
| 2008 | AVN Award | Câștigat | Best Supporting Actress   |